# ノートルダム・ダフリク大聖堂

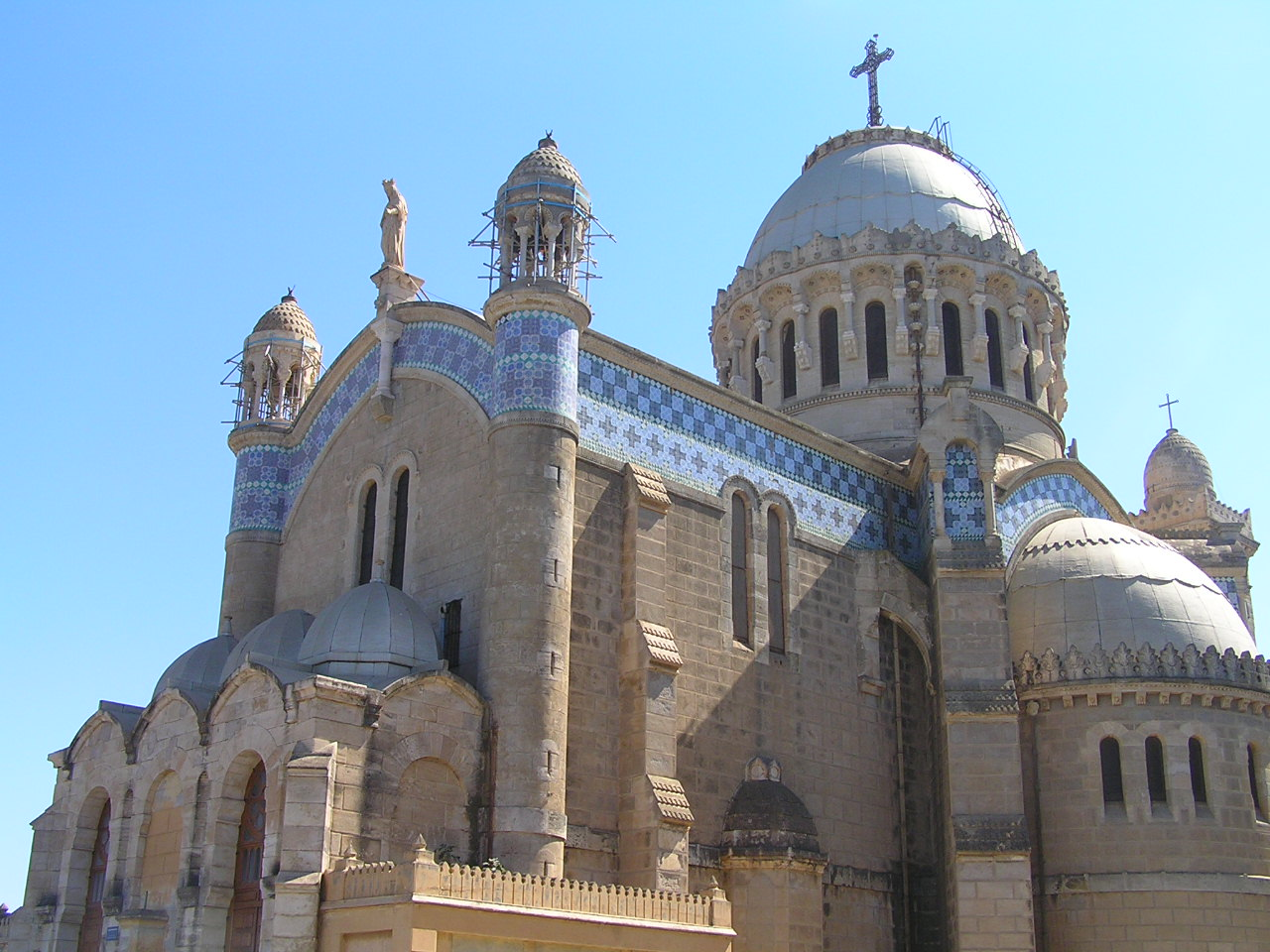
ノートルダム・ダフリク大聖堂

ノートルダム・ダフリク大聖堂（Basilica Notre Dame d'Afrique）は、アルジェリア、アルジェにあるローマ・カトリック教会のバシリカ。「アフリカの聖母マリア」を指す。

## 建物
アルジェリアがフランスの植民地だった1858年から1872年にかけてネオ・ビザンティン建築様式で建設された。